# Johannes Sleidanus
Johannes Sleidanus (Schleiden, Alemania; 1506 - 1556) fue un historiador alemán.

## Biografía
Sleidanus nació Schleiden, electorado de Colonia, y siguió su carrera literaria en Lieja, Colonia y Lovaina, estudió derecho en Orleans, se asoció al cardenal Du Bellay, y en 1542 se alejó de Francia a consecuencia de los severos decretos de Francisco I de Francia contra el protestantismo.
Debido a lo dicho anteriormente Sleidanus asentó su morada en Estrasburgo y concurrió como diputado por aquella ciudad al Concilio de Trento; como historiador dejó escritas varias obras parangonándose a Tito Livio y Polibio por reflexivo, escrupuloso, hondo, ecuánime, estiloso, y escudriña magníficamente los hechos y las causas.

## Obras
- De quator sumnis imperiis babylonico, persico, graeco, et romano, libri III, Estrasburgo, 1556, en 8º[2]
- De statu religionis et reipublicae, Carolo quinto Cesare, Estrasburgo, 1555,en folio[3]
- Autor adicional de la obra Les Memoires de Philippe de Commines chevalier seigneur d'Argenton,..., París: Jean du Carrpy, 1616.
- Comentarios de la Crónica titulada A famous chronicle of oure time, 1560.
- Dos informaciones muy útiles, la una dirigida a la magestad del emperador Carlos Quinto, deste nombre y la otra a los Estados del Imperio, J. Crespin, 1559
- Rerum memorabilium, Coloniae, 1559.
- Opuscula quaedam..., Hanoviae, Apud G. Antonium, 1608.
- Duo gallicarum rerum scriptores nobilisiimi, Francofurti, 1558.
- Otras